# Pseudochthonius arabicus
Espèce
Pseudochthonius arabicus est une espèce de pseudoscorpions de la famille des Chthoniidae.

## Distribution
Cette espèce est endémique d'Arabie saoudite. Elle se rencontre vers Al Mukwah.

## Description
Le mâle holotype mesure 1,27 mm et la femelle paratype 1,91 mm.

## Publication originale
- Mahnert, Sharaf & Aldawood, 2014 : Further records of pseudoscorpions (Arachnida, Pseudoscorpiones) from Saudi Arabia. Zootaxa, no 3764(3), p. 387-393.